# Guile Island
Guile Island (von englisch guile ‚Arglist, Hinterlist, Tücke‘) ist eine Insel vor der Loubet-Küste des Grahamlands auf der Antarktischen Halbinsel. Im Archipel der Biscoe-Inseln liegt sie 1,5 km südwestlich der Duchaylard-Insel.
Kartiert wurde die Insel bei der British Graham Land Expedition (1934–1937) unter der Leitung des australischen Polarforschers John Rymill. Das UK Antarctic Place-Names Committee benannte sie 1959 so, weil mehrere vermeintlich sichere Anlandungsstellen der Insel von zahlreichen nur schwer erkennbaren Rifffelsen gesäumt werden.